# Citrin
Citrinul este varietatea de culoare galbenă a cuarțului. Numele mineralului este dat de culoarea sa (în limba latină citrus înseamnă lămâie). 

## Factorii care determină culoarea
Culoarea galbenă a citrinului este cauzată de două mecanisme diferite:
1. varietatea de citrin feros conține fier sau oxid de fier ca incluziuni submicroscopice (100 nm) care absorb radiațiile luminoase de la ultraviolet până la albastru.
2. al doilea mecanism este mai puțin clarificat, și este asemănător celui de la cuarțul fumuriu, cauzat de urme de aluminiu (Al3+), litiu (Li+) sau hidrogen (H+), mineralul având nuanțe albăstrui, verzui. Prin iradiere atomul de aluminiu pierde electroni, ionii de oxigen deveniți liberi vor absorbi razele ultraviolete, mineralul devenind galben.

## Varietăți
În prezent se disting după culoare și modul de obținere 5 tipuri de citrine:
1. citrine naturale cu conținut de fier (sub formă de incluziuni submicroscopice) de culoare galben-portocalie – apar  sub formă de zone în ametist (cuarț violet) sau ametrin (varietate galben violetă)
2. minerale galben-portocalii obținute prin încălzirea ametistelor din zone ca Brazilia, Uruguay, Namibia sau Tanzania la temperaturi între 300-550  °C
3. minerale sintetice, de culoare galben-brună, obținute prin procese hidrotermale artificiale din cuarț cu conținut de fier
4. minerale galbene sau fumurii, provenite din cuarț cu conținut de aluminiu, iradiat și tratat prin căldură (300 °C).
5. varietatea verde-gălbuie, obținută prin iradierea și tratarea la cald (150-250 °C) a cuarțului natural ce conține urme de aluminiu.

## Răspândire

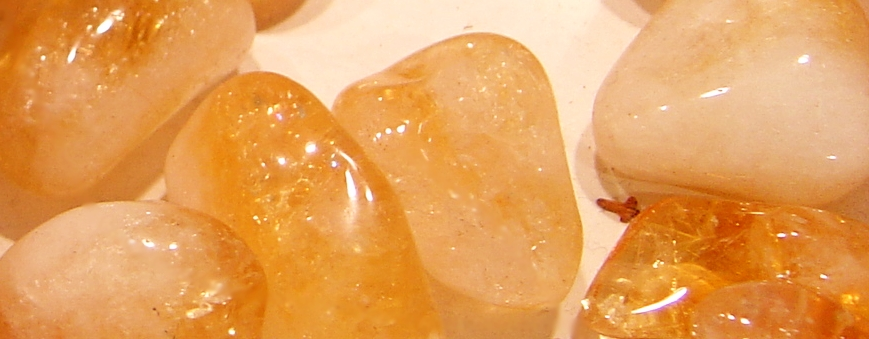
Citrin artificial (ametist tratat prin căldură)

Citrinul, ca și celelalte minerale din grupa cuarțului, se găsesc mai ales în roci magmatice, în pegmatite cu o structură granitică.
Citrinele naturale sunt rare și au o culoare galben-palidă cu un ușor policromism. Cele mai multe citrine din comerț provin din categoria citrinelor de culoare galben-portocalie, rezultate prin tratarea ametistului la căldură.
Citrine naturale au fost găsite în Argentina, Myanmar, Brazilia, Uruguay, Islanda, Germania, Austria, Slovacia, Regatul Unit, Franța, India, Madagascar, Africa de Sud, Mozambic, Namibia, Australia,   Rusia și SUA.

## Utilizare
Mineralul este folosit în special ca piatră prețioasă. Din cauza faptului că citrinele naturale sunt rare, pe piață apar frecvent pietre false colorate, sau cuarț tratat.
Asemenea minerale false sunt vândute de asemenea ca topaz (varietatea galbenă).

## Galerie de imagini

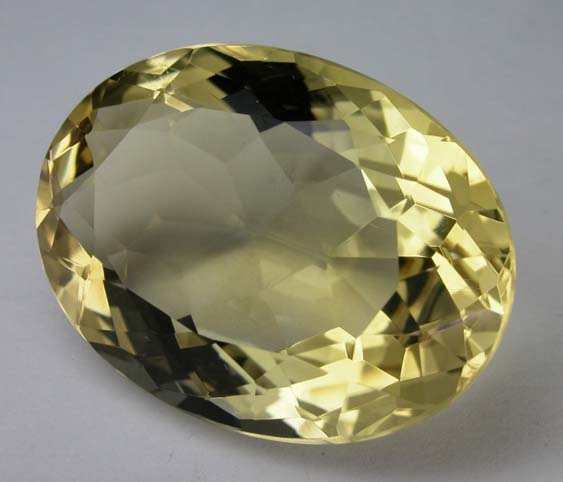
Citrin
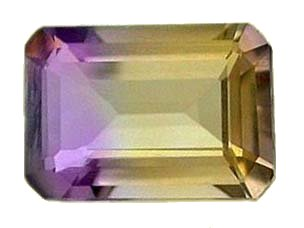
Ametrin
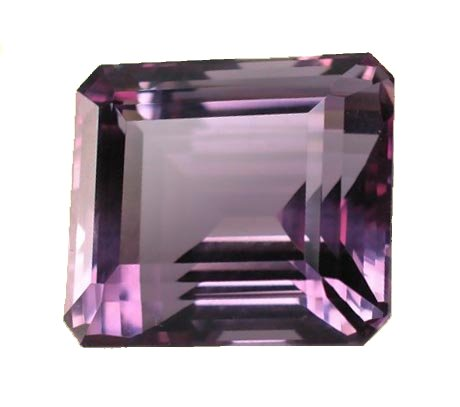
Ametist
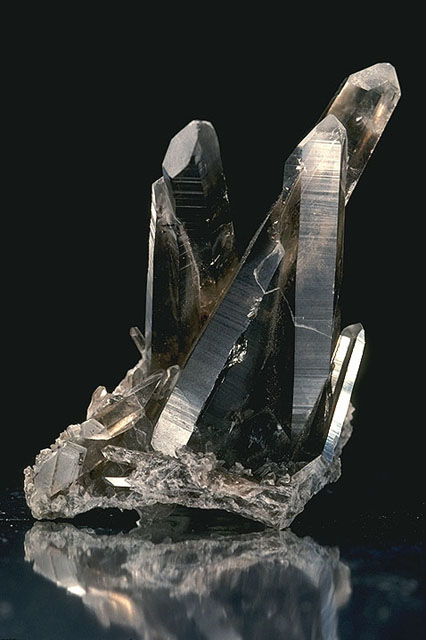
Cuarţ fumuriu